# Revolución cubana
La Revolución cubana fue un movimiento revolucionario cubano de corte nacionalista de izquierda liderado por el guerrillero Fidel Castro, por el Movimiento 26 de Julio y sus aliados en contra de la dictadura militar de Fulgencio Batista. La revolución comenzó el 26 de julio de 1953 y continuó esporádicamente hasta que los rebeldes finalmente derrotaron a Batista el 31 de diciembre de 1958, sustituyendo su gobierno. El 26 de julio de 1953 se celebra en Cuba como el Día de la Revolución. El Movimiento 26 de Julio se reformó posteriormente siguiendo las líneas marxistas-leninistas, convirtiéndose en el Partido Comunista de Cuba en octubre de 1965.
La revolución cubana fue la primera revolución comunista en el continente americano. La revolución cubana tuvo fuertes repercusiones nacionales e internacionales. Específicamente, transformó las relaciones Estados Unidos-Cuba, aunque los esfuerzos por mejorar las relaciones diplomáticas, como el deshielo cubano, cobraron impulso durante la década de 2010. Inmediatamente después de la revolución, el gobierno de Castro inició un programa de nacionalización, centralización de la prensa y consolidación política que transformó la economía y la sociedad civil de Cuba. La revolución también inició una era de intervención cubana en conflictos extranjeros en África, América Latina, el Sudeste Asiático y Oriente Medio. En los seis años siguientes a 1959 se produjeron varias rebeliones, principalmente en las montañas del Escambray, que fueron derrotadas por el gobierno castrista.
El sistema político cubano instaurado luego de la Revolución —considerado por algunas organizaciones como Amnistía Internacional como autoritario y restrictivo se ha mantenido en el poder a pesar de las sanciones internacionales de los países alineados con los Estados Unidos y la caída del bloque socialista. El gobierno cubano ha sido acusado por sus detractores de violar derechos como la libertad de expresión y la libertad de circulación, entre otros.

## Antecedentes
Después de las tendencias reformistas y autonomistas de pensadores criollos, como José de la Luz y Caballero (1800-1862) y Félix Varela (1788-1853), llegaron a la conclusión de que solamente la independencia de Cuba podría reivindicar a su población. A pesar de las advertencias de autonomistas cubanos como Domingo del Monte (1804-1853) y Rafael Montoro (1852-1933) o de políticos y militares españoles como Práxedes Mateo Sagasta (1825-1903) y Arsenio Martínez Campos (1831-1900), de la utilidad del estatus de autonomía para Cuba, en aras de no perderla totalmente, el gobierno del español Antonio Cánovas del Castillo (1828-1897) llevó a cabo una política empecinada y burocrática de extorsión y extremismo con la isla caribeña.
Una vez fracasada la guerra de los Diez Años (1868-1878), el pensamiento revolucionario cubano tomó una forma con el pensamiento de José Martí (1853-1895) quien dedicó parte de su vida a la lucha por la independencia. Martí creó el Partido Revolucionario Cubano (PRC) en la ciudad de Nueva York con el motivo de reunir cubanos con las mismas ideas y veteranos de la guerra de los Diez Años. Tras muchos conflictos e intentos fallidos, finalmente se logró que comenzara la "Guerra Necesaria" como Martí llamó a la Guerra de Independencia iniciada el 24 de febrero de 1895.
En 1898, ante un poder español cada vez más acosado en unos pocos núcleos urbanos, con la guerra a favor del triunfo de los insurrectos, el entonces presidente de los Estados Unidos William McKinley (1843-1901), ordena la intervención en el conflicto, acelerando la total derrota de España. El congreso de los Estados Unidos da a conocer la enmienda Teller que declaraba el «desinterés sobre Cuba» al darse la independencia de España. Martí, quien había advertido con tiempo del peligro de los Estados Unidos para Cuba y el resto de los países de América Latina, había caído en combate el 19 de mayo de 1895. El 7 de diciembre de 1896 había caído también el lugarteniente general Antonio Maceo (1845-1896). El general en jefe Máximo Gómez (1836-1905), líder militar de la Revolución de 1895, no se sentía autorizado, por su condición de ciudadano dominicano, para dirigir a Cuba. Una vez obtenido el triunfo estadounidense sobre España, EE. UU. se apresuró a establecer su dominio sobre Cuba. Por ello da a conocer la enmienda Platt que impuso a la naciente constitución cubana en la cual se otorgaba el derecho a permanecer en Cuba, se adueña de la base naval militar en Guantánamo, crea las bases legales y económicas para Cuba, mientras impide el goce de la independencia de España a que tenían derecho los patriotas cubanos.

### Antecedentes
Los antecedentes generales de revolucionarios latinoamericanos se remontan a la Revolución de Octubre de 1917 en Rusia a raíz de la cual se crearon numerosos partidos políticos de ideología socialista y comunista en todo el subcontinente. En Argentina se desarrolló la corriente del «socialismo espiritual», entre cuyos ideólogos se destacó el sociólogo y psicólogo social José Ingenieros (1877-1925). El acercamiento a la Unión Soviética, sumado a la presión de las propias capas oprimidas de la población, influyeron en el camino socialista de la Revolución cubana.
El 19 de abril de 1958, Fidel Castro dijo a los estadounidenses en una entrevista en Sierra Maestra «nosotros no somos comunistas», si bien unos años después, en un discurso proclamado el 22 de diciembre de 1961, sostenía que «seremos siempre marxista-leninistas».
Los antecedentes más inmediatos de la Revolución Cubana se encuentran en los «Revolución de Guatemala de 1944» de Guatemala (1944-1954), y en el gobierno de Juan Domingo Perón en Argentina (1946-1955). Fidel Castro se encontraba en la ciudad de Bogotá en el año 1948, promocionando un encuentro estudiantil peronista, cuando participó en el llamado "Bogotazo" que estalló luego del asesinato del caudillo liberal colombiano Jorge Eliécer Gaitán (1903-1948).
La caída de los gobiernos de Jacobo Árbenz y Juan Domingo Perón llevó a sectores nacionalistas de América Latina a abandonar la «vía democrática» para realizar reformas sociales e intensificar los sentimientos contrarios al imperialismo estadounidense. El antiimperialismo se convirtió en una posición política generalizada en las fuerzas políticas de las izquierdas latinoamericanas, con fuerte influencia de la Unión Soviética.

### Partido comunista Revolucionario

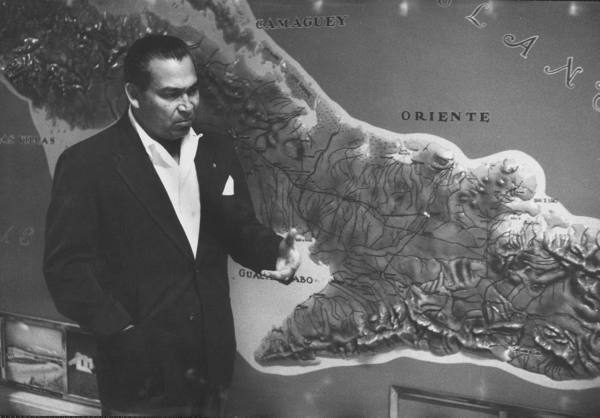
El presidente de Cuba Fulgencio Batista (1901-1973), frente al mapa de Cuba señalando Sierra Maestra, donde desde 1956 ya se escondía Fidel Castro, quien preparaba el golpe contra el gobierno cubano.

El triunfo de la "Revolución de Octubre" de 1917 en Rusia y la difusión de los ideales socialistas y socialdemócratas europeos y latinoamericanos llevaron a la creación del primer partido comunista de Cuba, fundado inicialmente por Carlos Baliño (quien fuera fundador del PRC y conocido de Martí) y Julio Antonio Mella (sobrino-nieto de Ramón Matías Mella, padre de la patria dominicana) en 1925. Mella fue un organizador, dirigente universitario, sindicalista y de acción obrera, que dirigió numerosas manifestaciones (tanto escritas como en la calle) de protesta y condena a los gobiernos de turno. Después de exiliarse en 1926, continuó su actividad en México, donde alcanzó rango continental por sus ideas con respecto al orden de las acciones para llevar a cabo una lucha política. En 1929 fue asesinado en México, siendo todavía objeto de debate si su asesinato fue ordenado por Gerardo Machado. Aun así, el mismo Machado participó en su entierro, donde dio condolencias y dijo que "...era una buena persona, pero comunista", lo que le valió el calificativo de "asno con garras" que le adjudicó el líder comunista y poeta Rubén Martínez Villena.
Después de la muerte de Mella, la Revolución del Treinta dirigida por Villena eliminó la dictadura de Machado, pero la toma del poder por parte de la oposición no llegó a producirse. Después de un periodo que fue llamado "efebocracia" y "mangoneo" por Raúl Roa García, y de presidentes cuyos nombres han sido olvidados en la isla, llegó al poder la Pentarquía, seguida después por el Triunvirato del Gobierno de los Cien Días, en el que alternaron fuerzas tres tendencias diferentes: el antiimperialismo consecuente, revolucionario y popular de Antonio Guiteras Holmes, Ramón Grau San Martín y la oposición de Fulgencio Batista, quien había ascendido al poder tras la castrense Revolución de los Sargentos por el ABC. Batista, además, estaba en contacto con la embajada estadounidense, dirigida por Jefferson Caffery, quien fuera llamado por Guiteras a limitarse a sus funciones diplomáticas.[cita requerida] En este periodo se legalizó el partido comunista de Cuba.
Guiteras, quizás el revolucionario cubano más consecuente de la década de 1930, era enemigo del Partido Comunista de Cuba de esos años, cuyo hombre más notable era entonces Juan Marinello Vidaurreta, literato y organizador sindical, pero apologista de la organización stalinista de la Unión Soviética, con lo cual Guiteras estaba en desacuerdo porque ya se conocían las atrocidades de Stalin. No obstante, en su actividad como Secretario de Gobernación, legalizó su actividad y tuvo varios encuentros violentos con Batista por la represión a que fueron sometidos. Batista, además de reprimir las manifestaciones y huelgas obreras de todo ese período, a la postre logró el asesinato de Guiteras en Matanzas (junto a Carlos Aponte), cuando este intentaba exiliarse para organizar la insurrección desde el exterior.[cita requerida]
Después de un período constitucional (la nueva Constitución de 1940 era una de las más avanzadas del mundo)[cita requerida], favorecido por la Política de buena vecindad estimulada por el presidente estadounidense Franklin D. Roosevelt, Batista, ante la radicalización de los nuevos revolucionarios y su impopularidad ante otros candidatos presidenciales, se aseguró el apoyo de la Embajada de los Estados Unidos antes de tomar una acción más radical.[cita requerida]

### Origen político inmediato de la Revolución cubana
El 10 de marzo de 1952 un golpe de Estado dirigido por Fulgencio Batista derrocó al presidente electo Carlos Prío Socarrás, del Partido Auténtico, en un marco internacional que transitaba los primeros momentos de la Guerra Fría entre Estados Unidos y la Unión Soviética. Inmediatamente se suspendieron las garantías constitucionales y se instauró una dictadura militar. Dos años después se celebrarían unas elecciones para la presidencia, cuyos resultados se sabían de antemano. El argumento de Batista fue el luchar contra la corrupción y el gansterismo, pero en la práctica solamente se enriqueció a él y a sus allegados.[cita requerida]
La continuación del nivel de corrupción, el enriquecimiento de una oligarquía cada vez más reducida, que llegó a afectar a la clase media cubana, llevaron a la conformación de una oposición generalizada, partidaria de la insurrección para desalojar del poder a Batista. Con esa oposición se identificaron numerosos partidos políticos, los sindicatos, el movimiento estudiantil, e incluso sectores del empresariado. Durante los dos primeros años (1952-54) incluso los Estados Unidos tomaron una posición de censura a la violencia dictatorial de Batista, limitando los suministros militares. El mismo presidente depuesto, Carlos Prío Socarrás, un político que nunca se expuso al peligro de una acción concreta, expresaba ese clima revolucionario diciendo: «triunfaré por cualquier medio, incluso el más extremo».

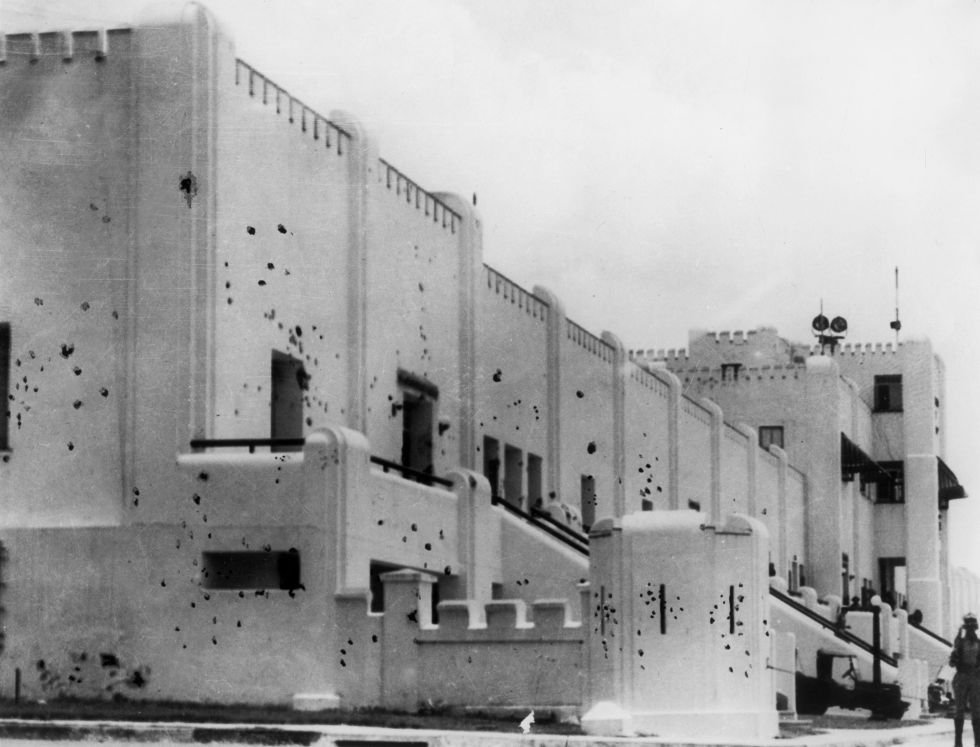
Asalto al Cuartel Moncada.

En esas condiciones, un grupo de jóvenes se desligó del Partido Ortodoxo, identificados del resto por su decisión de tomar la lucha armada para derrocar el régimen de Fulgencio Batista. Este grupo de jóvenes, que se titularon la "Generación del Centenario" por coincidir con el centenario del nacimiento de José Martí en 1853, se organizaron militarmente y liderados por Fidel Castro, el 26 de julio de 1953 intentaron tomar el Cuartel Moncada ubicado en Santiago de Cuba, y el cuartel Carlos Manuel de Céspedes, en Bayamo, fracasando en el intento y sufriendo decenas de muertos. El gobierno militar respondió con una acción represiva que llevó a la detención y enjuiciamiento público de Fidel Castro y otros atacantes.[cita requerida]

Bandera del Movimiento 26 de Julio creado en 1955 por un grupo de nacionalistas cubanos entre los que se destacaba Fidel Castro.

Tras 22 meses de prisión, ya que en Cuba no existía la pena de muerte, en la Isla de Pinos, ante la creciente presión popular e internacional y varias intentonas insurreccionales, Castro y sus compañeros fueron amnistiados por Batista en 1955. Pocos días después fundó en la clandestinidad el Movimiento 26 de Julio (M-26-7) una organización cuyo fin era derrocar a Batista y que tenía originalmente una ideología de progreso y cambios, antiimperialista y democrática[cita requerida], fundada en las ideas de José Martí.
Por aquel entonces, a poco de iniciada la Guerra Fría y como herencia del macartismo se generalizó en América Latina la acusación de «comunismo» como táctica para desprestigiar y reprimir los movimientos democráticos y sociales. Juan José Arévalo alertaría sobre este mecanismo en su libro Anticomunismo en América Latina (1959). El 7 de julio Fidel Castro se dirigió a México para preparar un grupo guerrillero con el cual volver a Cuba y comenzar la lucha armada.[cita requerida]
En el exilio, Castro estableció contactos y acuerdos con otras fuerzas favorables a la lucha armada para derrocar al dictador, de las más variadas ideologías como el Directorio Revolucionario de José Antonio Echeverría, integrado por estudiantes de la Universidad de La Habana, el expresidente Carlos Prío Socarrás del Partido Auténtico, y Acción Nacional Revolucionaria (ANR), liderado por Frank País. Incluso la Agencia Central de Inteligencia de Estados Unidos (CIA) apoyaba la lucha armada contra Batista y llegó a financiar, a través de Carlos Prío, el inicio de la guerrilla que estaba preparando Fidel Castro.

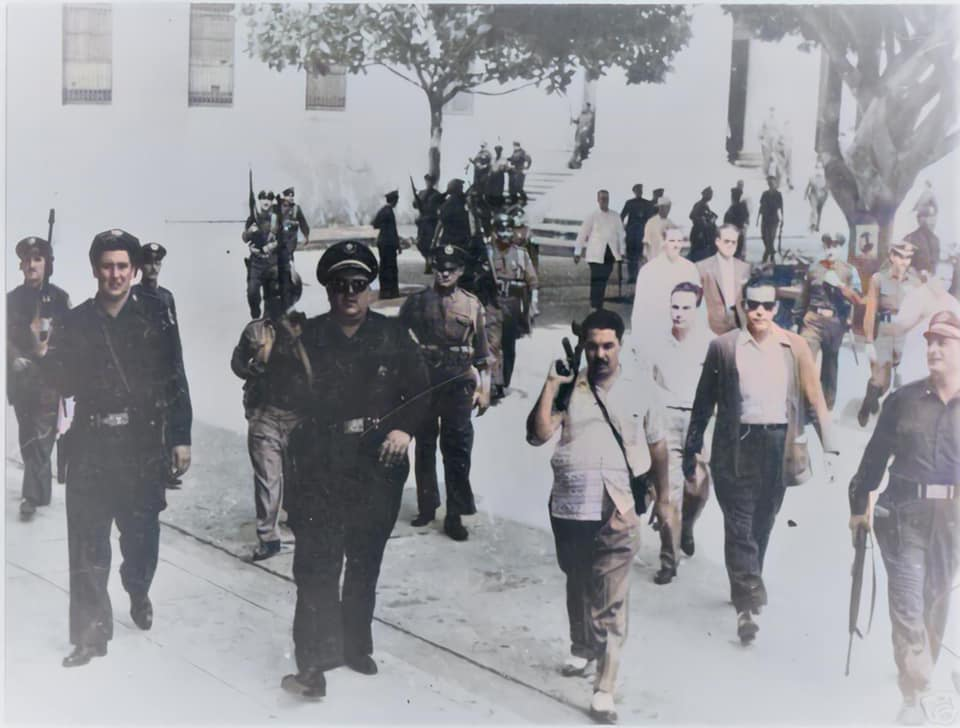
Rafael Salas Cañizares, Jefe de la Policía Nacional, en la Universidad de La Habana. Pocas horas antes de su muerte.

En octubre un comando del Directorio Revolucionario 13 de marzo integrado por José Fernández Cossío, Rolando Cubela, Juan Pedro Carbó Serviá y Miguel Ángel Domínguez asesinaron a Antonio Blanco Rico,jefe del Servicio de Inteligencia Militar (SIM). En respuesta el jefe de la policía Rafael Salas Cañizares perpetro la Masacre en la embajada de Haití en Cuba, acción en la que Secundino Martínez Sánchez logra herirlo de muerte.

## La lucha armada

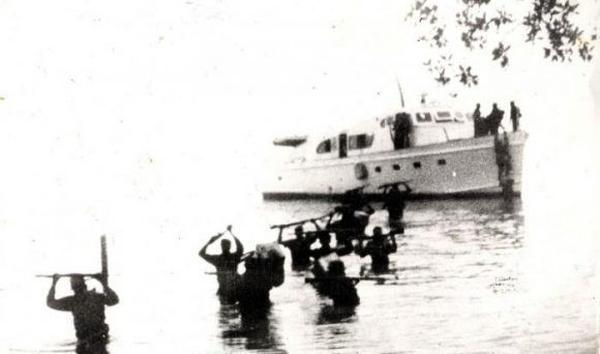
Combatientes desembarcando del barco Granma hacia las costas cubanas.

El 25 de noviembre de 1956 zarpó de Tuxpan, estado de Veracruz, México, el yate Granma, con 82 guerrilleros del Movimiento 26 de Julio, entre los que se encontraban Fidel Castro, Juan Manuel Márquez, Fausto Obdulio González, Raúl Castro, Juan Almeida Bosque, Camilo Cienfuegos y principalmente Ernesto "Che" Guevara quien fue una figura central de la Revolución, el ser unido a la guerrilla después de llegar a México huyendo de la represión posterior al derrocamiento del gobierno de Jacobo Arbenz en Guatemala. Después de 7 jornadas de navegación encalló en los manglares Playa Las Coloradas además el municipio de Niquero (en aquella época Provincia Oriental, hoy Provincia de Granma), en las costas orientales de Cuba el 2 de diciembre de 1956. La planificación del desembarco era para el 30 de noviembre, cuando debían ser apoyados en la ciudad de Santiago de Cuba por un alzamiento popular organizado por Frank País. La tardanza impide poder distraer las fuerzas del ejército batistiano para facilitar el desembarco de los guerrilleros. El ejército cubano al mando de Fulgencio Batista en cambio era de 80 000 hombres.
Los expedicionarios sufrieron una derrota inicial en Alegría de Pío debido a la cual poco más de 20 hombres (de los 82 iniciales) pudieron internarse en la Sierra Maestra, una zona de difícil acceso en el Oriente cubano, donde se instalaron. Luego del Combate de Alegría de Pío y muerte posterior de varios expedicionarios, el gobierno de Fulgencio Batista difundió la noticia de la muerte de Fidel Castro y todos los expedicionarios.

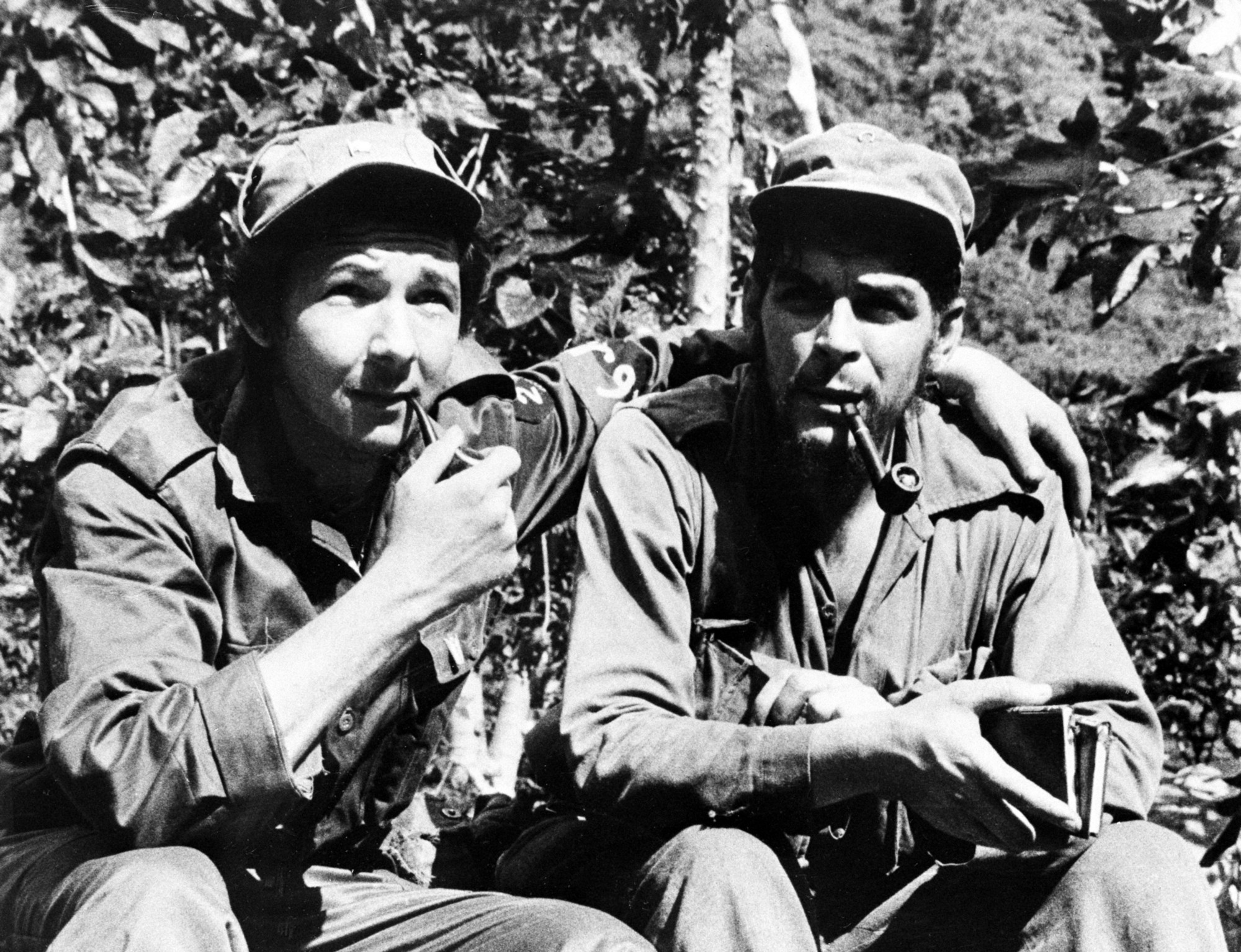
Raúl Castro junto al Che Guevara en la Sierra de San Cristóbal.

### 1957
- 16 de enero: la guerrilla bajo la dirección de Fidel Castro realiza su primera acción militar, atacando y tomando el destacamento militar de La Plata.
- 17 de febrero: aparece en el New York Times, el periódico más leído de los Estados Unidos, una entrevista a Fidel Castro realizada por Herbert Matthews en Sierra Maestra. El impacto comienza a generar una simpatía hacia los guerrilleros en la opinión pública nacional e internacional.
- 13 de marzo: el Directorio Revolucionario ataca el Palacio Presidencial y toma temporalmente la emisora radial Radio Reloj, muriendo en la acción su líder José Antonio Echeverría, presidente de la FEU que gozaba de popularidad.
- 28 de mayo: Combate de El Uvero, primera acción abierta de la guerrilla del M-26-7.
- 12 de julio: Fidel Castro, Raúl Chibás y Felipe Pazos firman el Manifiesto de Sierra Maestra.
- 17 de julio: se crea la segunda columna del Ejército rebelde, llamada N.º 4, comandada por el Che Guevara.
- 30 de julio: fallece Frank País en Santiago de Cuba desencadenando un estallido popular que termina de volcar a la opinión pública contra el régimen de Batista. Frank País era un Pastor Bautista que tuvo discrepancias con Raúl Castro y el Che Guevara.
- 5 de septiembre: se subleva la base naval de Cienfuegos, bajo el liderazgo del Alférez Dionisio San Román, con apoyo de milicianos del Partido Auténtico y del Movimiento 26 de Julio. El gobierno responde con represión que incluye el bombardeo de la base por la aviación de Batista. Perecen parte de los 400 sublevados junto a San Román.

Durante este año se ramificaron las células del 26 de julio en casi todas las ciudades y pueblos importantes del país, llevando a cabo acciones de protesta, sabotajes y ajusticiamientos de esbirros y "chivatos" (delatores) a todo lo largo de la isla.

### 1958

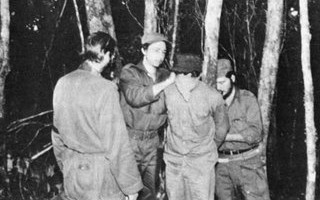
Raúl Castro (segundo desde la izquierda) le venda los ojos a un hombre a punto de ser ejecutado en la Provincia de Oriente en 1958.

A principios de 1958, el Ejército rebelde, que seguía medrando gracias a las incorporaciones de miembros del M-26-7 y campesinos, continuaba con sus victorias en la provincia de Oriente. El 16 de enero lo hizo en Veguitas y entre el 16 y 17 de febrero en Pino del Agua, consolidando así su dominio de un área en las estribaciones de la Sierra Maestra. En esta zona organizaron una sólida base logística, instalando una emisora de radio el 24 de febrero. El 23 de febrero, en la ciudad de La Habana, secuestraron al automovilista Juan Manuel Fangio, quien se dirigía a participar en una competición deportiva convocada por Batista. El 6 de marzo obtuvieron una nueva victoria en el combate de Estrada Palma.

A partir de este momento, las tropas guerrilleras comenzaron a combatir de acuerdo con los principios rectores de la guerra de movimiento, adquiriendo las características de una fuerza semi regular.

El 26 de marzo de 1958, el gobierno estadounidense, presionado por la opinión pública, impuso un embargo de armas al régimen de Fulgencio Batista, debido a la violación del Acuerdo de Asistencia Mutua Militar. Este documento impedía al gobierno cubano emplear los recursos subministrados para la «defensa continental» en la represión interna. Pero esta medida no afectaba a la adquisición selectiva, si bien obligó a Batista a contactar con Reino Unido, Bélgica, Israel y República Dominicana, entre otros.

Estados Unidos no podía encontrar una tercera alternativa satisfactoria entre Batista y Castro. Las elecciones parecían el único curso de acción posible.

- 27 de febrero: Fidel Castro decide ampliar las operaciones de la guerrilla creando tres nuevas columnas al mando de Juan Almeida Bosque, Raúl Castro y Camilo Cienfuegos. Almeida debe actuar en la zona oriental de Sierra Maestra y Raúl Castro abrir un Segundo Frente e instalarse en la Sierra Cristal, al norte de Santiago.
- 9 de abril: huelga general revolucionaria convocada por el Movimiento 26 de Julio. Mal planificada y sin apoyo, es sofocada por el gobierno.
- 6 de mayo: las tropas de Batista inician una ofensiva general en la Sierra Maestra para destruir la guerrilla castrista. Se producen diferentes batallas como El Jigue y Santo Domingo. Luego de un período defensivo en el que los rebeldes deben limitarse a los macizos del Pico Turquino, el Hombrito, la Bayamesa y Malverde, los soldados del ejército de Batista se retiran, seguidos de cerca por una contraofensiva rebelde que cada vez posee más territorio.
- 7 de agosto: Batista ordena la retirada en masa de la Sierra Maestra. Fidel Castro decide entonces expandir la guerra al resto de Cuba. El Che Guevara y Camilo Cienfuegos son enviados al centro del país para dividir la isla en dos y preparar el ataque a la estratégica ciudad de Santa Clara, llave del camino a La Habana, mientras que Fidel y Raúl Castro permanecerán en el Oriente para controlar la región y atacar finalmente Santiago de Cuba.
- 31 de agosto: las columnas del Che Guevara y Camilo Cienfuegos parten a pie hacia el Occidente cubano. Tardan seis semanas de caminatas por zonas pantanosas de la costa sur de Camagüey y Sancti Spíritus hasta llegar a la zona montañosa del Escambray, particularmente en la zona del Caballete de Casa, en la antigua provincia de Las Villas.
- Septiembre y octubre: una vez establecidos en el centro de la isla, el Movimiento 26 de Julio coordina sus acciones con otras fuerzas guerrilleras actuantes en la región, como el Directorio Revolucionario, el Segundo Frente Nacional del Escambray y el Partido Socialista Popular organizan el apoyo logístico. En el oriente, entretanto, las fuerzas rebeldes, ya dueñas de parte de los llanos, cercan las principales ciudades.
- 3 de noviembre: se realizan unas amañadas elecciones presidenciales, pero ninguna fuerza política les concede legitimidad.
- Del 20 al 30 de noviembre Batalla de Guisa.
- Fines de noviembre: el gobierno intentó una ofensiva sobre las posiciones guerrilleras instaladas en Escambray.
- 4 de diciembre: las tropas comandadas por el Che Guevara y Camilo Cienfuegos pasan a la ofensiva. Atacan los regimientos de la zona central de la isla, con el fin de aislar a las tropas gubernamentales.

Para fines de diciembre de 1958 la debacle de la dictadura de Batista parecía inevitable. El 28 de diciembre las milicias comandadas por el Che Guevara iniciaron el ataque contra la ciudad de Santa Clara, llave del centro de la isla y último reducto antes de La Habana. El 31 de diciembre, cuando las tropas rebeldes tomaron el tren blindado que el gobierno había enviado para fortificar la ciudad, Batista decidió huir hacia Santo Domingo junto con el presidente electo Andrés Rivero Agüero, quedando el país acéfalo y a cargo del General Eulogio Cantillo. Luego de una reunión entre Fidel Castro y el general Eulogio Cantillo, este intentó organizar una junta militar con sede en el regimiento de Campo Columbia, con el magistrado Orlando Piedra. Posteriormente se crea otra encabezada por el coronel Ramón Barquín, que había estado preso en Isla de Pinos por conspirar. La maniobra fue rechazada por Fidel Castro, que llamó a la huelga general con la consigna "Revolución, SÍ; golpe de Estado, NO", y ordenó a sus comandantes Che Guevara y Camilo Cienfuegos continuar el avance hacia La Habana y tomar las posiciones de la capital.
En la madrugada del 1 de enero de 1959, las tropas del Segundo Frente Nacional del Escambray comandadas por Eloy Gutiérrez Menoyo entraron a La Habana. Al día siguiente llegaron las tropas del Movimiento 26 de Julio comandadas por Camilo Cienfuegos y el Che Guevara, tomando sin resistencia el regimiento de Campo Columbia y la Fortaleza de San Carlos de la Cabaña, respectivamente. Al entrar a Campo Columbia, Cienfuegos excluyó del mando al coronel Barquín y detuvo al general Cantillo. Poco después las tropas del Directorio Revolucionario, al mando de Faure Chomón, ocuparon el Palacio Presidencial, lo cual originó una crisis entre las fuerzas revolucionarias.

Simultáneamente, el mismo 1 de enero, Fidel Castro entró a Santiago de Cuba, declarándola capital provisional de Cuba y proclamando al magistrado Manuel Urrutia Lleó como presidente de la nación. Por el momento, el gobierno de Estados Unidos reconoció al gobierno revolucionario. A partir de ese momento el poder quedó definitivamente en manos de las fuerzas revolucionarias. Históricamente, se toma como fecha del triunfo de la Revolución el 1 de enero de 1959. El periodista Jules Dubois describió al régimen de Fulgencio Batista:
«Las represalias de las fuerzas represivas de Batista costaron la vida a numerosos presos políticos. Por cada bomba que estallaba, sacaban a dos presos de la cárcel y los ejecutaban de modo sumario. Una noche en Marianao, un barrio de La Habana, se repartieron los cuerpos de 98 presos políticos por las calles, acribillados de balas».
Según Castro:
«en nuestra guerra de liberación nacional, no hubo un solo caso de prisionero torturado, ni siquiera cuando hubiéramos podido encontrar como pretexto la necesidad de conseguir una información militar para salvar a nuestra propia tropa o para ganar una batalla. No hubo un solo caso. Hubo centenares de prisioneros, luego miles, antes del fin de la guerra; se podrían buscar los nombres de todos y no hubo un solo caso entre estos cientos, estos miles de prisioneros que sufriera una humillación, o siquiera un insulto. Casi siempre poníamos en libertad a estos prisioneros. Eso nos ayudó a ganar la guerra, porque nos dio un gran prestigio, una gran autoridad frente a los soldados del enemigo. Confiaban en nosotros. Al inicio, nadie se rendía; al final se rendían en masa».
El New York Times también aludió al buen tratamiento reservado a los soldados presos:
«Es el tipo de conducta que ha ayudado al Señor Castro a tener una importancia tan extraordinaria en el corazón y el espíritu de los cubanos».

## La Revolución en el poder

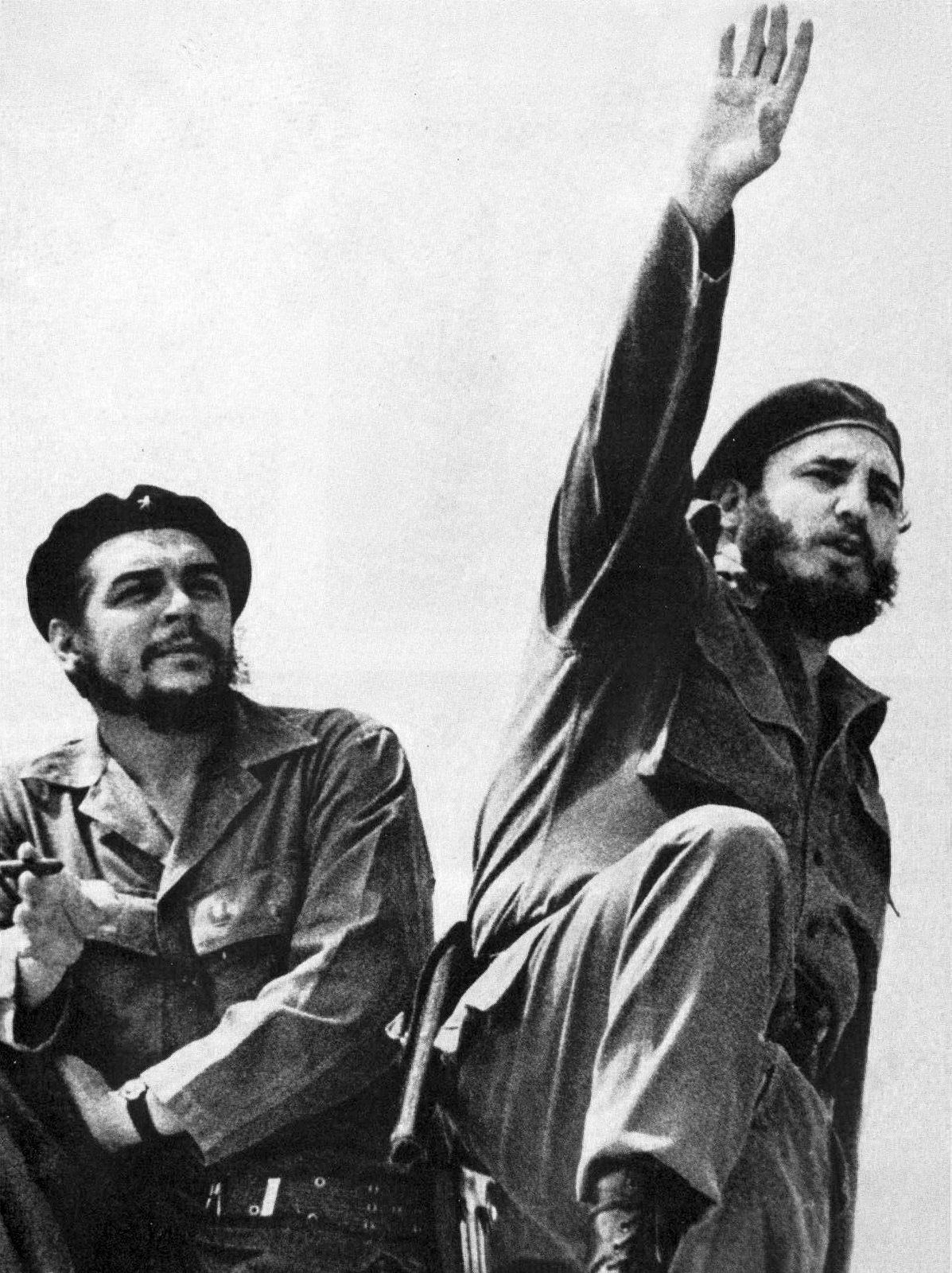
Fidel Castro y el Che Guevara.

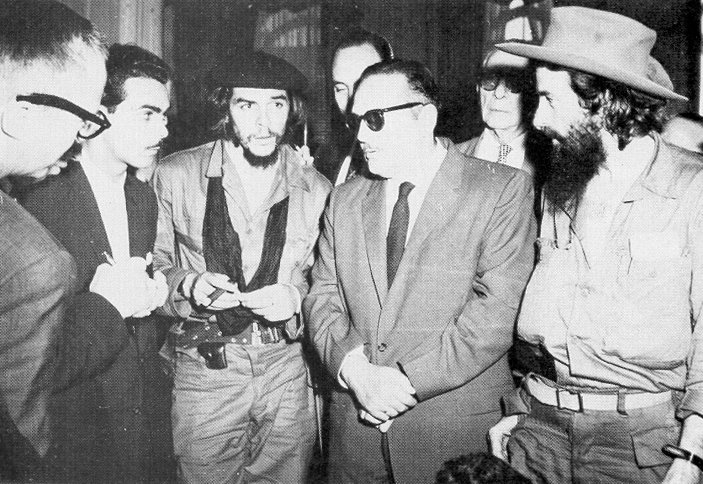
El Che Guevara junto a Manuel Urrutia en 1959, quien fuera presidente a comienzos de la revolución, tras ser designado por los rebeldes.

Una vez tomado el poder, los guerrilleros formaron un nuevo gobierno. El presidente fue Manuel Urrutia Lleó y el primer ministro, José Miró Cardona. Los ministros fueron Regino Boti (Economía), Rufo López Fresquet (Hacienda), Roberto Agramonte (Relaciones Exteriores), Armando Hart (Educación), Enrique Oltuski (Comunicaciones), Luis Orlando Rodríguez (Interior), Osvaldo Dorticós Torrado (Leyes Revolucionarias), Manuel Ray Rivero (Obras Públicas), Faustino Pérez y Ernesto Guevara (Industria y Recuperación de Bienes Malversados). Fidel Castro permanecía como comandante en jefe de las Fuerzas Armadas.

### «Juicios revolucionarios»
Una de las primeras decisiones del nuevo gobierno, fueron los «juicios revolucionarios» como parte del proceso conocido como Comisión Depuradora contra personas consideradas criminales de guerra o muy asociadas con el régimen de Batista, y más adelante nuevos opositores como el Comandante del Segundo Frente Nacional del Escambray, Jesús Carreras Zayas, acusado de apoyar una rebelión en 1960. Entre enero y abril de 1959, alrededor de mil fueron denunciados y juzgados por medio de procedimientos sumarísimos, de los cuales 550 fueron fusilados. Fue particularmente polémica la actuación de Raúl Castro en un juicio en Santiago de Cuba de enero de 1959 donde declaró que "Si uno es culpable, los demás también lo son", por lo que 73 personas fueron condenadas a muerte y ejecutadas en lo que se conoció como la Masacre de la Loma de San Juan.
El Che Guevara en su condición de jefe de La Cabaña durante los primeros meses de la revolución, tuvo a su cargo los juicios y ejecución contra los detenidos en la fortaleza. La opinión personal de Guevara sobre los fusilamientos fue expuesta públicamente ante las Naciones Unidas el 11 de diciembre de 1964:

"Nosotros tenemos que decir aquí lo que es una verdad conocida, que la hemos expresado siempre ante el mundo: fusilamientos, sí, hemos fusilado; fusilamos y seguiremos fusilando mientras sea necesario. Nuestra lucha es una lucha a muerte. Nosotros sabemos cuál sería el resultado de una batalla perdida y también tienen que saber los gusanos cuál es el resultado de la batalla perdida hoy en Cuba."

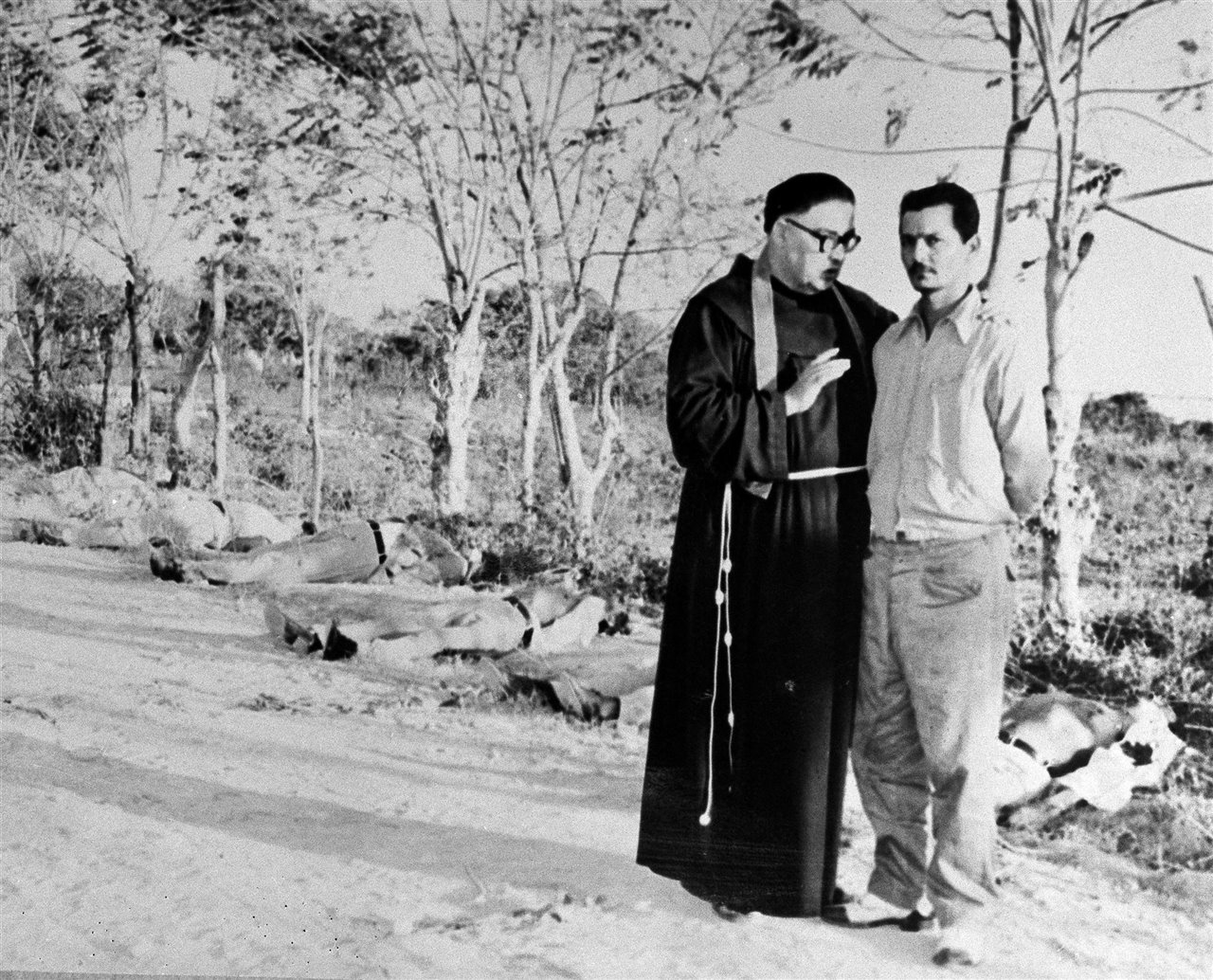
Fusilamiento de Arístidez Díaz. Detrás los cuerpos de otros recientemente fusilados.

En enero de 1959 el abogado José Villasuso, comenzó a trabajar en la Comisión Depuradora bajo las órdenes de Guevara, como instructor de expedientes. Según varias fuentes detractoras del régimen, este describió el paredón de fusilamiento manchado de sangre de personas sin pruebas incriminatorias y sin la posibilidad del ejercicio de una defensa justa y planteó que cientos de hombres fueron de la misma manera condenados a la pena de muerte por fusilamiento mediante sentencias preestablecidas en los juicios sumarísimos. Ejecuciones que pronto se extendieron a toda isla.
También destacaron episodios como el Juicio de los aviadores en los que un grupo de miembros de la fuerza aérea fueron absueltos por falta de pruebas, pero debido a la intervención directa de Fidel Castro se realizó un segundo juicio donde todos recibieron largas penas de prisión. El fiscal del juicio original Félix Pena Díaz murió en extraña circunstancias poco después.

### Renuncias de Miró Cardona y Manuel Urrutia
En poco menos de un mes el primer ministro José Miró Cardona renunció a su cargo, siendo reemplazado por el propio Fidel Castro quién reforma las leyes para otorgarle al primer ministro poderes que anteriormente correspondían al presidente, quien ahora quedaba como una mera figura simbólica. Ante las discrepancias de Manuel Urrutia Lleó con permitir la aplicación de ciertas medidas de carácter popular, Fidel Castro renuncia públicamente a su cargo de primer ministro, generando una gran movilización ciudadana que exige su retorno y que obliga al presidente a abdicar, siendo nombrado Osvaldo Dorticós Torrado como nuevo presidente, con Fidel Castro como primer ministro. Urrutia se refugió en la embajada de Venezuela poco después.

### Expropiaciones y nacionalizaciones

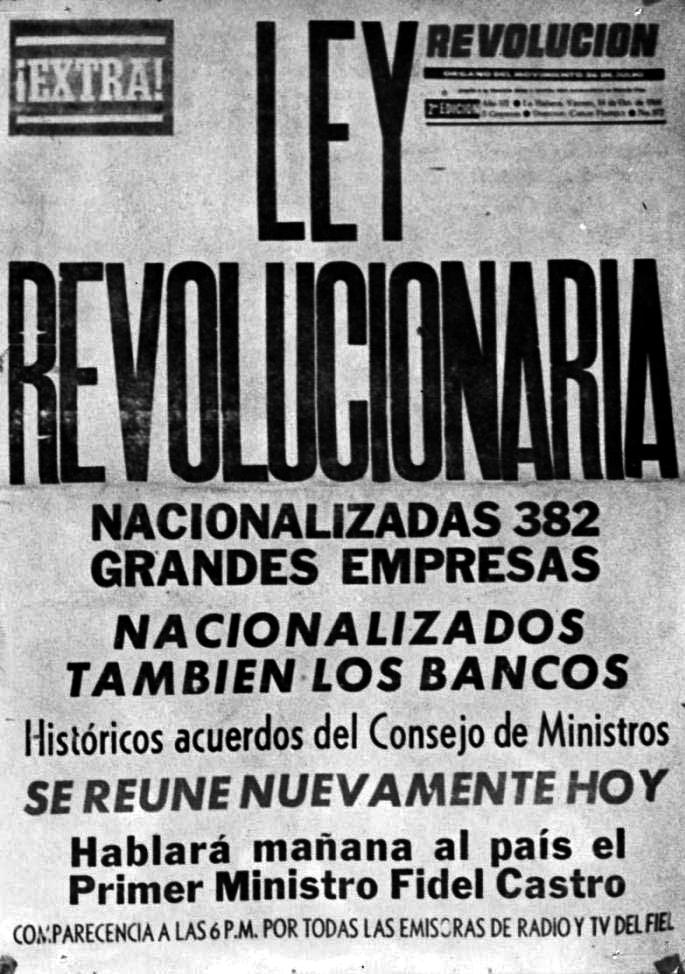
Nacionalización de empresas y bancos

El 17 de mayo de 1959 Fidel Castro firmó la prometida ley de reforma agraria en la propia Sierra Maestra. Se crea el INRA que se convertiría en el centro del poder del Estado cubano. Se abrió entonces un proceso de expropiaciones, nacionalizaciones y confiscación de bienes mal habidos que afectaron fuertemente a la clase alta y a algunas empresas estadounidenses así como la de otros países. Inicialmente el gobierno revolucionario brindó indemnizaciones pero en el caso de Estados Unidos no fueron aceptadas.
Simultáneamente los sectores moderados en el gobierno (José Miró Cardona, Manuel Urrutia Lleó, Rufo López Fresquet) fueron siendo reemplazados, al mismo tiempo que casi toda la clase alta propietaria de las plantaciones e ingenios azucareros y un considerable sector de la clase media, abandonaban el país y se instalaban en Estados Unidos. Se suman así a muchos funcionarios del gobierno de Fulgencio Batista que habían emigrado antes a aquel país llevándose consigo millones de dólares procedentes del erario cubano.
El gobierno cubano también comenzó a arrestar a los líderes de la mafia y tomar millones en efectivo. Antes de morir, Meyer Lansky dijo que Cuba lo "arruinó". Según Enrique Cirulo, historiador especializado en la mafia, Cuba es el único país donde la mafia ha experimentado una caída tan precipitada.

### El tema racial y la Revolución
Además, trató de abordar la disparidad entre cubanos blancos ricos y afro-cubanos con una amplia campaña de alfabetización, entre otras reestructuraciones igualitarias a principios y mediados de los años 1960. Según el historiador estadounidense Alejandro de la Fuente, «los programas económicos y sociales promovidos por el gobierno cubano produjeron resultados excepcionales para la época».
A principios de los años 1980, la desigualdad disminuyó notablemente en una serie de indicadores clave. La esperanza de vida de los cubanos negros fue solamente un año más baja que la de los blancos; La esperanza de vida era prácticamente idéntica para todos los grupos raciales y la desigualdad fue significativamente menor que en las sociedades multirraciales más ricas como Brasil (aproximadamente 6,7 años) y Estados Unidos (aproximadamente 6,3 años) durante el mismo período. El acceso a los indicadores sociales, vinculado al acceso a los servicios de salud (reflejado especialmente en la mortalidad infantil), la nutrición y la educación, se equilibró entre los grupos. La proporción de graduados de secundaria era en realidad mayor entre los negros que entre los blancos en Cuba.

### Polémica sobre la celebración de elecciones
Antes de su victoria, Fidel Castro y los líderes de otros movimientos revolucionarios, redactaron el Manifiesto de Sierra Maestra  en el que se comprometieron a "celebrar elecciones generales para todos los cargos del Estado, las provincias y los municipios en el término de un año bajo las normas de la Constitución del 40 y el Código Electoral del 43 y entregarle el poder inmediatamente al candidato que resulte electo." A pesar de haberse comprometido a celebrar elecciones después de 18 meses, el 9 de abril de 1959 Fidel Castro adoptó la frase revolución primero, elecciones después, así el gobierno de Fidel Castro descartaría cumplir con este compromiso luego del triunfo de la Revolución, argumentando, según la revista Granma del PCC: que en los gobiernos anteriores había imperado la corrupción y que estos siempre vieron por los intereses de los Estados Unidos, y por ende habían sido perjudiciales para el pueblo cubano.

### Oposición dentro de los revolucionarios

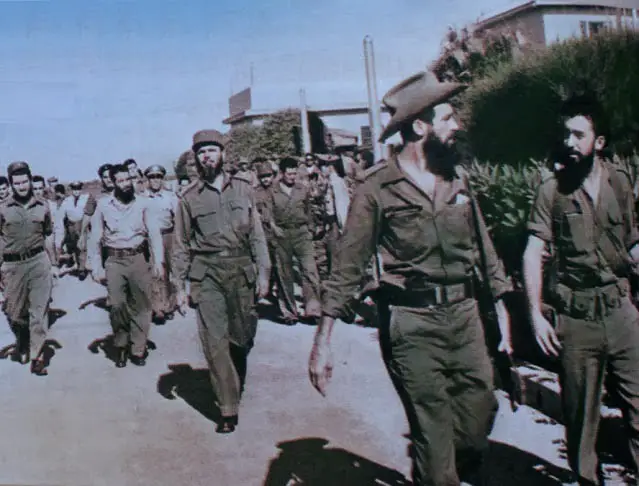
Camilo Cienfuegos al frente, detrás Huber Matos durante su arresto.

En julio de 1959, Huber Matos hizo la denuncia pública de la dirección que la revolución estaba tomando, pronunciando abiertamente, discursos anticomunistas en Camagüey. Esto condujo a una serie de disputas en ese momento el primer ministro de Cuba, y el presidente Manuel Urrutia Lleó. En septiembre de 1959, Huber Matos escribió:

La influencia comunista en el gobierno ha seguido creciendo. Tengo que dejar el poder tan pronto como sea posible. Tengo que alertar al pueblo cubano en cuanto a lo que está sucediendo"

Humberto Sorí Marín fue un comandante del Movimiento 26 de julio, después ministro cubano de Agricultura y autor de las Leyes de Reforma Agraria de Cuba. Finalmente, cuando la ley fue promulgada, dimitió y se unió a una campaña subversiva con el fin de reducir la influencia comunista en el gobierno. Para ello, fue a EE. UU. donde "recibió instrucciones para perpetrar atentados terroristas" en Cuba. Le detuvieron con armas y explosivos junto a otros 4 compañeros en Celimar, cuando llegaba en un bote desde EE. UU. y poco después de la invasión de bahía de Cochinos fue fusilado. Después de que el político Aníbal Escalante le diera a sus camaradas del Partido Socialista Popular posiciones de autoridad sobre los miembros generales de las recién formadas Organizaciones Revolucionarias Integradas, Fidel Castro lo destituye y lo manda al exilio en el conocido proceso Escalante. Posteriormente reprime la llamada microfracción.

### Insurrección derivada de República Dominicana
Al triunfo de la revolución el 1 de enero de 1959, un grupo de dirigentes dominicanos exiliados vieron la oportunidad de invadir República Dominicana y liberarla de la dictadura de Rafael Leónidas Trujillo y desde el primer momento por supuesto contaron con la ayuda del todavía no declarado régimen comunista cubano, y en menor escala con la del presidente electo democrático de Venezuela, Rómulo Betancourt, quien era un acérrimo enemigo de Trujillo por haber organizado un atentado en su contra.
El grupo dispuesto a invadir comenzó a entrenarse en Pinar del Río mientras que el reclutamiento lo hacían casi en forma pública en Cuba, Venezuela, Estados Unidos y otros países. El mando militar estaba a cargo del comandante Enrique Jiménez Moya natural de República Dominicana, y que había llegado a la Sierra Maestra (Cuba), a principio de diciembre de 1958 por avión desde Venezuela uniéndose a las guerrillas que combatían a Batista. Como anécdota puede decirse que en ese avión también venía, entre otros, el Dr. Manuel Urrutia, que aterrizó en el aeropuerto rebelde de Cienaguilla en la Sierra, en una breve visita a los rebeldes.
El día 14 de junio parte desde Cuba el primer contingente de unos 50 hombres en un avión pintado como si fuera de la Fuerza Aérea de Trujillo, y aterriza en horas de la tarde en el aeropuerto militar de Constanza. Después de una breve refriega con soldados de la base aérea que confundidos se acercaron a investigar, Jiménez Moya y sus hombres se internaron en las cercanas montañas.
Esta acción de Jiménez Moya estaba programada para que otros grupos desembarcan en lancha por dos puntos de República Dominicana, pero por una serie de razones no ocurrió hasta seis días después. El 20 de junio los expedicionarios que faltaban parten de Cuba en lanchas y desembarca un grupo por Estero Hondo y el otro por Maimón, los cuales fueron sorprendidos por el ejército de Trujillo donde un gran número de ellos murieron, y el resto pudo alcanzar las montañas. En Cuba quedó otro contingente, el cual no participó en la invasión Perseguidos por el ejército fueron cayendo los alzados, y para fines del mes de junio prácticamente estaba aniquilada la invasión. El día 4 de julio el dictador Trujillo proclamaba la victoria. Hoy en día, los mártires del movimiento del 14 de junio son recordados en Santo Domingo como la Raza Inmortal.

### Incursiones militares en Cuba

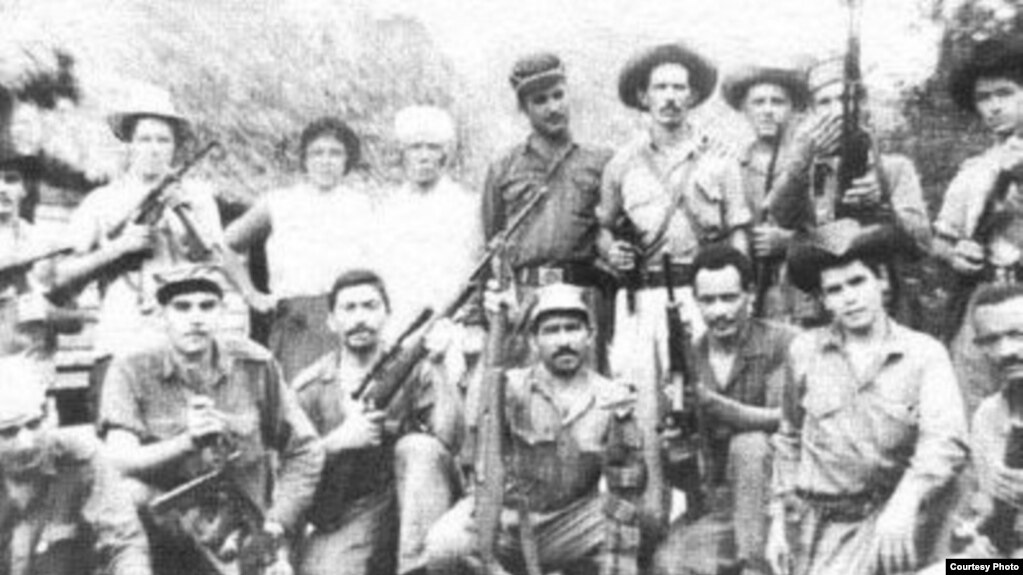
Reunión de jefes de la Rebelión del Escambray. Entre ellos Osvaldo Ramírez García, Evelio Duque,¨el Congo Pacheco, Tomás San Gil y Julio Emilio Carretero.

En agosto de 1959 el dictador de República Dominicana, Rafael Leónidas Trujillo, ordenó la primera invasión a Cuba, a través de la Legión Anticomunista del Caribe, que terminó en un fracaso. Estados Unidos, a través de la CIA, impulsó la organización de grupos guerrilleros anticastristas en la Sierra del Escambray, que sin embargo fueron liquidados por batallones de comunistas organizados en milicias. La última banda de "alzados" fue aniquilada en 1965.

### Relaciones con Estados Unidos

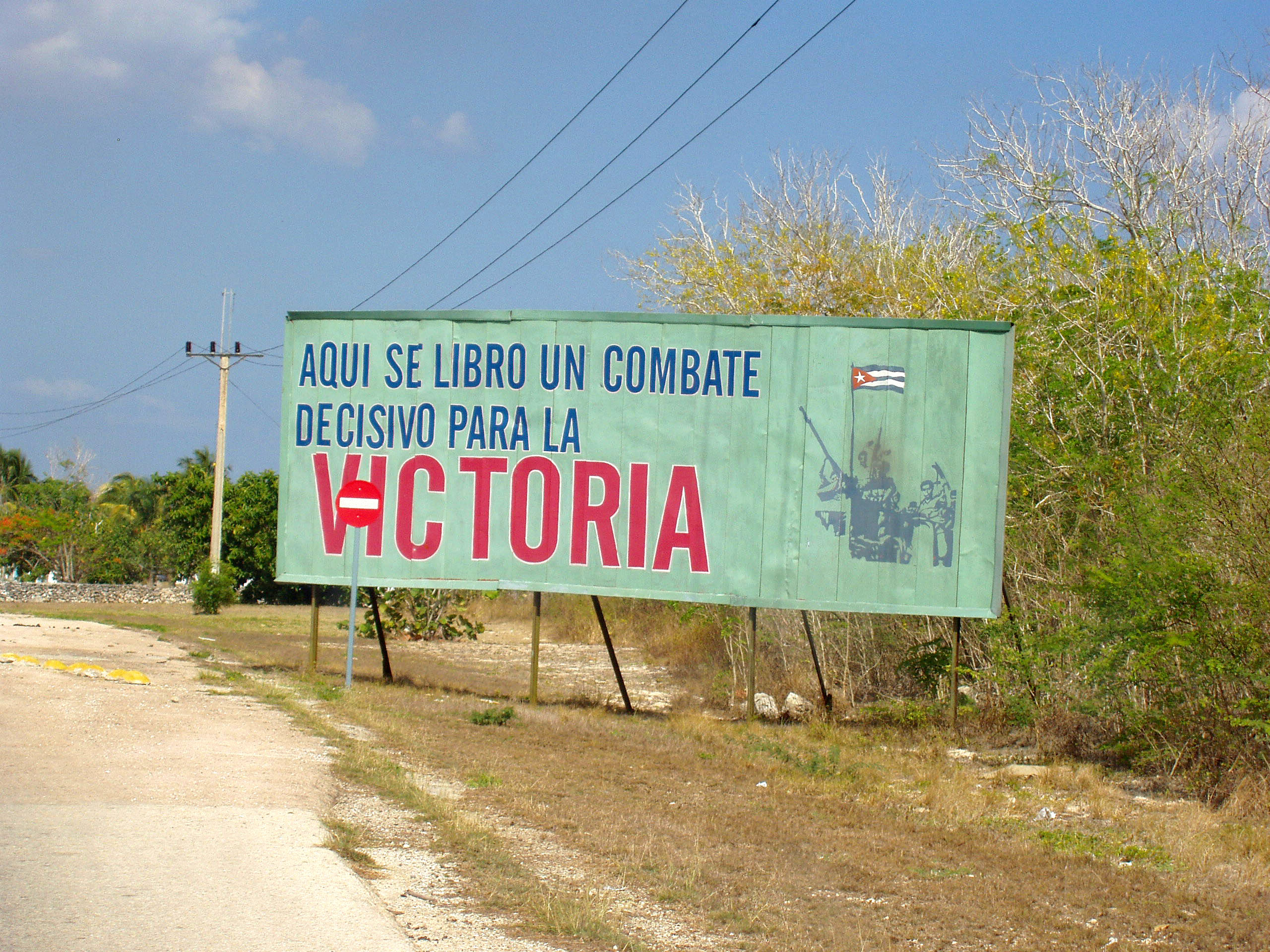
Cartel propagandístico de la victoria de la Bahía de Cochinos

Fidel Castro ha declarado varios planes de atentado contra él y otros dirigentes revolucionarios. El 15 de abril de 1961, aviones pilotados por exiliados cubanos, bombardearon campos de aviación de Cuba, como preludio el desembarco en Playa Girón, Bahía de Cochinos. Quien advirtió al gobierno cubano de la invasión fue el periodista argentino Rodolfo Walsh, que logró decodificar el mensaje del ejército estadounidense. La invasión fue reprimida en 65 horas por el Ejército Rebelde y las milicias, parte de la brigada invasora se rindió y fue liberada posteriormente canjeada por alimentos y compotas. En las últimas horas de la invasión, el presidente John F. Kennedy, que había heredado el plan de Dwight D. Eisenhower, no autorizó la invasión directa a Cuba.
Posteriormente en febrero de 1962, Kennedy firma el decreto de embargo económico y comercial a Cuba como respuesta a las expropiaciones sin indemnización de empresas estadounidenses en la isla. Medida que todavía sigue vigente y reforzada por leyes estadounidenses, como la Ley Torricelli (1992) y la Helms-Burton (1996). Desde 1988, la Asamblea General de la ONU ha votado en contra de tal medida condenando el Embargo estadounidense a Cuba.[cita requerida]
Los siguientes años después de 1962 han sido una historia de hostilidad mutua, con intentos de asesinato de los principales líderes cubanos por parte de Estados Unidos,[cita requerida] agresiones armadas, apoyo al terrorismo y acusaciones al gobierno de Cuba de apoyar a movimientos terroristas en América Latina o África. Por su parte, el gobierno cubano no ha cesado de acusar al gobierno estadounidense.[cita requerida]
En la Base Aérea de San Antonio de los Baños, el 2 de enero de 1990, se registró un atentado que todavía está por esclarecer. Fueron incendiados varias naves aéreas, y se desconoce por qué el gobierno de Cuba no denunció este hecho. Esto tuvo al país en vilo ante la posibilidad de un ataque aéreo durante varios meses, como ya había ocurrido previamente en el ataque de Playa Girón.[cita requerida]

### Años 70 y 80

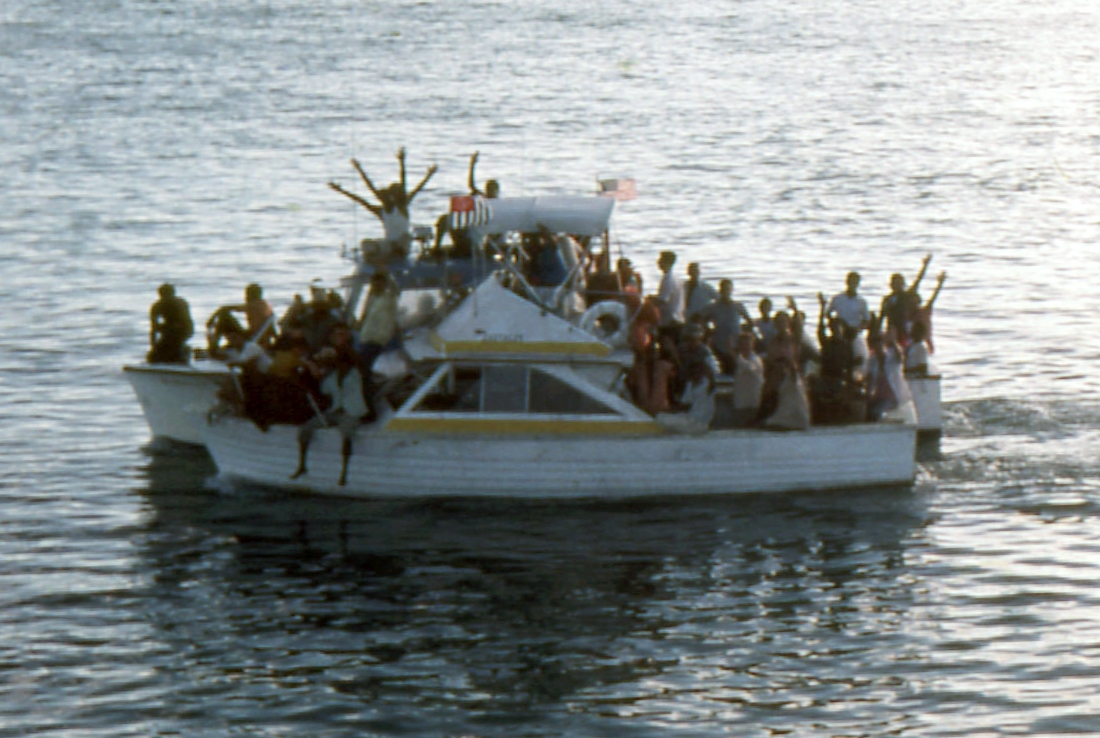
Éxodo del Mariel.

En 1970 fracasa el proyecto de la Zafra de los diez millones. En 1971 el Caso Padilla da inicio al llamado Quinquenio gris el cual se definió por la censura cultural, el acoso a intelectuales y artistas, y el ostracismo de los miembros de la comunidad LGBT.  La Crisis de la embajada peruana en La Habana de 1980 iniciado el 4 de abril de aquel año supuso el mayor caso de asilo y refugio bajo protección diplomática de la historia. Este evento dio inicio al denominado Éxodo del Mariel en donde más de más de 125.000 cubanos se exilian a Estados Unidos. Este mismo año ocurre la Masacre del Río Canímar. Al año siguiente se perpetro el asalto a la embajada de Ecuador en Cuba. En 1989 la Causa número 1 derivó en la ejecución de Arnaldo Ochoa Sánchez y Antonio de la Guardia, mientras José Abrantes Fernández fue arrestado y murió en extrañas circunstancias poco después.

## Disolución de la Unión Soviética
Al firmarse la disolución de la Unión Soviética en 1991, algunos analistas de la política internacional señalaron que la caída del gobierno cubano era inminente. Se sostenía que, frente al triunfo mundial del capitalismo y la democracia occidental, el embargo comercial y el subsiguiente deterioro de las condiciones de vida de la población cubana, sería inevitable una sublevación popular en la isla. Sin embargo las previsiones no se cumplieron.

### Período especial
Se conoce como Período especial en tiempo de paz a la etapa de la historia cubana luego de la disolución de la URSS hasta el nuevo siglo. El Período especial comenzó el 1 de septiembre de 1990, con un férreo control de alimentos, que fueron racionados casi en su totalidad. Sin embargo, debe recordarse que los alimentos básicos siempre han estado racionados desde los primeros tiempos del gobierno revolucionario a través de una libreta de productos alimenticios.
La pérdida del 85% del mercado exterior, con la caída del bloque socialista combinada con embargo estadounidense a Cuba, llevó al país a una crisis. A pesar de todo, el gobierno cubano decidió llevar a cabo los XI Juegos Panamericanos de La Habana. Los EE. UU. argumentaron que había que cambiarlos de sede producto de la crisis en Cuba y celebrarlos en su país de la región. Al final estos juegos significaron más gastos que ganancias por la posición de Cuba de realizarlos sin la participación de televisoras extranjeras e incluso regalando a las naciones más pobres las transmisiones televisivas.[cita requerida] Los enormes gastos de los Juegos Panamericanos aceleraron el colapso que se avecinaba.[cita requerida]

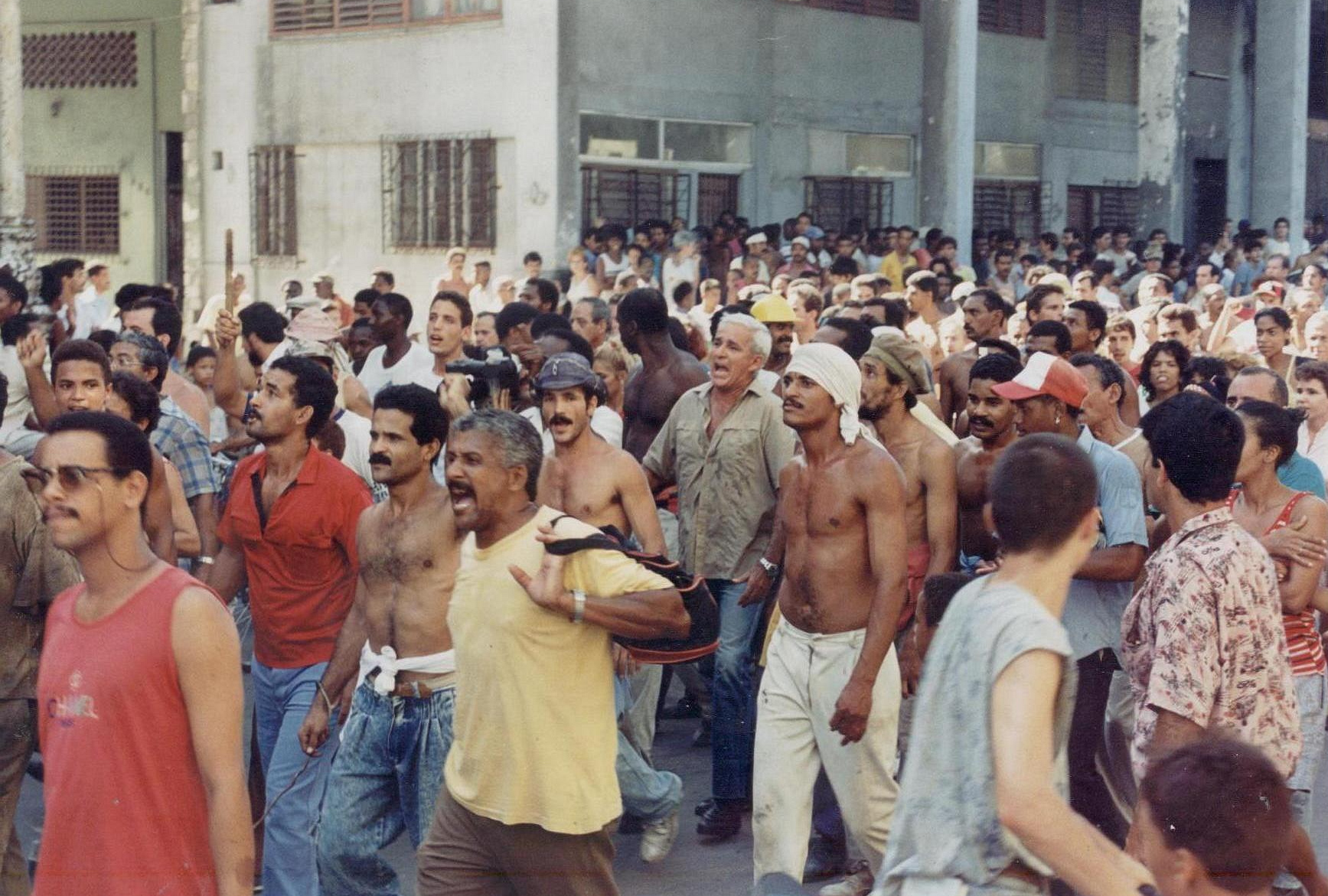
Cubanos protestando en el Maleconazo.

Entre 1992 y 1994 el presupuesto nacional se redujo a menos de 2000 millones de dólares anuales, un número bajo para una nación de 11 millones de habitantes. No obstante, a pesar del hambre y la escasez, el régimen se mantuvo en el poder. Pero inevitablemente comenzó la aparición de enfermedades relacionadas con la malnutrición. Entre ellas se encontraban neuropatías por avitaminosis como la neuritis óptica.[cita requerida] Esto derivo en un aumento de los balseros e incidentes como el hundimiento del Remolcador 13 de Marzo, el Maleconazo las mayores protestas en contra de la revolución hasta ese momento y la Crisis de los balseros cubanos de 1994.
El gobierno, ante la caída económica, autorizó un reducidísimo sector privado al que se llamó "Cuentapropismo" o "Trabajo por cuenta propia", que era el único capaz de llevar a cabo funciones de servicios y artesanales que el estado no estaba por el momento en condiciones de asumir. Posteriormente, ante el fortalecimiento del presupuesto nacional, el cuentapropismo fue limitado radicalmente a través de la prohibición de expedir nuevas licencias y con aumentos de los impuestos.
Paralelamente, en 1993, se legalizó la tenencia y uso de divisas convertibles en particular el dólar. Esta vino a sumarse a medidas como las Casas del Oro y las Tiendas Recaudadoras de Divisas que junto a otras, lograron una mejoría de la tasa de cambio de la moneda nacional. Sin embargo, los salarios de los trabajadores se mantienen en niveles irreales, divorciados de los precios y las necesidades más perentorias de las familias cubanas.[cita requerida] Además, trajo junto con la apertura al turismo, un aumento de la prostitución y el proxenetismo.[cita requerida]

## Protestas de 2024
En el año 2024 estallaron protestas en dos ciudades del Oriente de Cuba :en Bayamo y santiago de Cuba.
Además, posee un centro de escuchas y espionaje que funciona al menos desde 2017 cerca de la localidad de Bejucal, como ya han informado distintos medios internacionales en las últimas semanas. «No son bases militares al uso, con pistas de aterrizaje que se puedan ver desde el aire, son centros de entrenamiento, hasta ahora modestos, para preparar al Ejército cubano y radicalizarlo ideológicamente aún más».
Estas tareas de formación se realizan en las tres regiones militares en las que se divide la isla. En la región oriental, las actividades dirigidas por los soldados chinos se realizan en Guantánamo, a poca distancia del pueblo de Caimanera y, por tanto, no muy lejos de la base norteamericana. El segundo centro de entrenamiento, en la región militar central, se encuentra a unos pocos kilómetros al sur de la ciudad de Ciego de Ávila, justo en la parte más estrecha de la isla. La tercera de estas bases con presencia militar china estaría cerca de la capital, La Habana, concretamente en el entorno sur del aeropuerto internacional de Rancho Boyeros.

## Recuperación económica hasta la actualidad

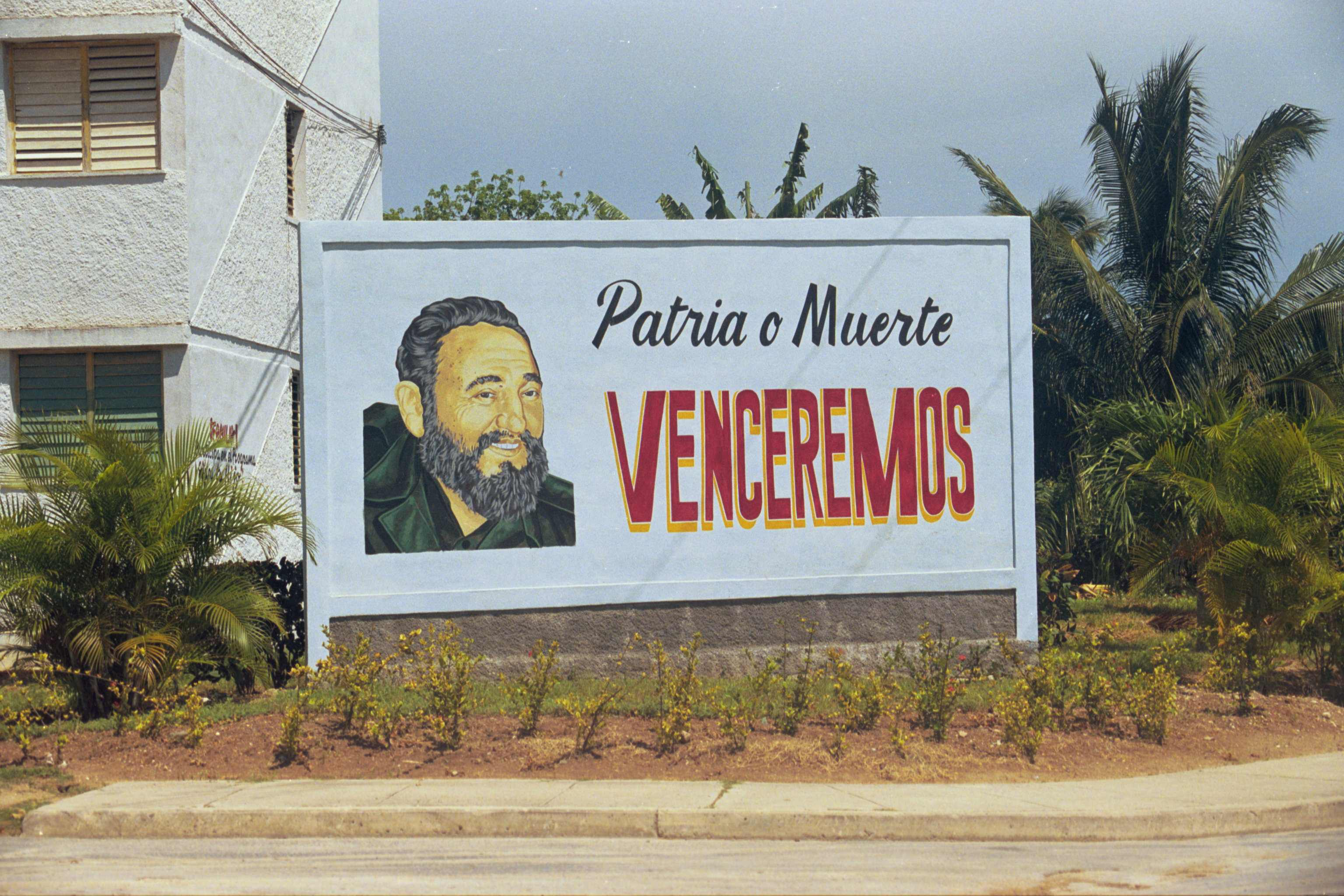
El gobierno de Cuba sostiene que "la revolución no ha terminado" y que "la lucha continúa". En la fotografía un cartel propagandístico.

El Gobierno tomó medidas para superar la crisis, entre las medidas se encontraba el aumento de la inversión del capital extranjero, las tiendas de divisas (en dólares estadounidenses) y el aumento de la producción agrícola a través de los mercados agrícolas, también controlados por intermediarios.
Para evitar los conflictos monetarios se aumentó el uso del peso convertible hasta hacerse el principal medio usado de las tiendas (aquellas que no son por moneda nacional). Además se ha aumentado el número de industrias, producciones y en general la economía. La industria azucarera, otra fuente principal de divisas, es el tercer renglón (con perspectivas de disminuir nuevamente), antecedida por el turismo y la industria niquelífera. La macroeconomía ha mejorado, pero todavía las economías familiares tienen un ingreso inferior al poder adquisitivo elemental para poder alimentarse, sin embargo, esta dificultad es aliviada en alguna medida por la libreta de abastecimiento.[cita requerida] Algunas otras necesidades primarias son satisfechas por negocios pequeños permitidos dentro de la isla que mejoran los ingresos per cápita.
Hay una desatención a la producción agrícola, siendo la mayoría de los trabajadores parte de un aparato burocrático estatal o de servicios. Otros sectores sociales con un ingreso superior al promedio son los de artistas, científicos y deportistas. El problema del salario en Cuba está haciendo que muchos jóvenes dejen de trabajar para dedicarse a negocios independientes, otros opten por emigrar o simplemente se dediquen a vivir de remesas. Desde el 2008 el gobierno persuade a la población para que mejore su eficiencia y productividad y tiene en mente una reestructuración del salario el que se otorgaría según resultados, reforma todavía no sentida en el país pero que se planea establecer poco a poco. Esto en respuesta al evidente igualitarismo al que se había llevado el salario del cubano haciendo que la diferencia percibida por ejemplo entre un médico y un trabajador de limpieza sea ínfimo.
Como ocurrió en todos los países comunistas, especialmente al final de la Segunda Guerra Mundial, el gobierno cubano limitó la salida de los nacionales de Cuba al exterior, con fuertes regulaciones que se orientan a evitar la emigración de personas, situación que ha sido denunciada en foros internacionales como una violación de los Derechos Humanos. También ha producido un fenómeno social en el cual se busca la emigración por vías legales como el matrimonio con extranjeros o el trabajo fuera del país manteniéndose al servicio del estado cubano.[cita requerida]
Después de la revolución, Cuba ha destacado por ampliar la cobertura de los servicios de salud para toda su población, colocándose como un ejemplo para otros países del contexto latinoamericano y mundial, cuestión que ha llegado a ser reconocida por Naciones Unidas y ha hecho figurar notoriamente al país en los ámbitos del desarrollo humano.
En materia de libertad de expresión, por lo menos desde 1970, no ha existido ni un solo periodista asesinado o desaparecido con motivo del ejercicio de su profesión en Cuba, cuestión muy sobresaliente y de excepcionalidad al considerar el grave tema que ha representado este asunto para la mayoría de los países de América Latina.[cita requerida] Sin embargo Cuba tiene una baja calificación en cuanto a libertad de prensa según Reporteros Sin Fronteras estando entre los más bajos del mundo, entre otras cosas se le acusa al gobierno cubano de intimidación, detenciones arbitraria y censura a periodistas independientes.
Cuba también ha logrado la escolarización del 100% de los niños hasta, por lo menos, nueve grados educativos, alcanzándose además la igualdad de género en la escuela, es decir, que tanto niños como niñas cuentan con las mismas condiciones para avanzar en su educación, con posibilidad de llegar a la universidad, que al ser un derecho en el país es de acceso gratuito. El Fondo de las Naciones Unidas para la Infancia (Unicef) ha informado que en Cuba no existen problemas de desnutrición infantil, siendo el único país latinoamericano en alcanzar dicha meta. En Cuba la política de atención prioritaria a la infancia ha permitido que se erradique el fenómeno de los niños en situación de calle, una situación única con respecto a la realidad latinoamericana, en donde todavía millones de niños sufren carencias, explotación y trabajo en redes de prostitución.
La mortalidad infantil en Cuba ha venido a ser una de las más bajas de todo el hemisferio, comparable con situaciones propias de países desarrollados, sucediendo lo mismo con la mortalidad materna, gracias a las condiciones favorables y prioritarias que el país ha dado a la atención médica y de nutrición para estos segmentos de la población. En el año 2015, Cuba se convirtió en el primer país en alcanzar la eliminación de la transmisión materno-infantil del VIH y la sífilis congénita, condición recertificada en 2017.
Cuba posee una esperanza de vida bastante superior a la del promedio del continente americano, registrándose miles de adultos mayores que incluso superan los 100 años. Entre las causas de esta situación se destaca el gratuito sistema de salud del país caribeño. Por otra parte, la tasa de natalidad de Cuba es una de las más bajas del mundo, y es comparable con otras de países del mundo desarrollado, como los de la Unión Europea.
En 1959 aproximadamente una cuarta parte de la población en Cuba (25%) era analfabeta, apenas dos años después, con una masiva campaña del gobierno revolucionario a través del método autóctono que fuera desarrollado, Yo sí puedo, habían sido alfabetizados más de 700 mil cubanos, y en 1962 se declararía al país primer territorio libre de analfabetismo de América Latina, lo que sería reconocido por la Unesco. El método cubano de alfabetización ha sido retomado posteriormente por más de 30 países de la región latinoamericana y del mundo.
En 2006, Fidel Castro enfermó y delegó el mando en su hermano Raúl, por primera vez en 47 años desde el triunfo de la Revolución Cubana de 1959. El hecho abrió nuevamente un amplio proceso de debates y especulaciones sobre el futuro de la Revolución Cubana. El 19 de febrero de 2008, Fidel Castro, a través del diario oficial Granma, anunciaba que renunciaba definitivamente a la Presidencia de Cuba (a la que había renunciado provisionalmente el 31 de julio de 2006) declinando la posibilidad de aspirar de nuevo a dicho puesto. La Asamblea Nacional Cubana eligió el 24 de febrero de 2008 a Raúl Castro como nuevo Presidente de Cuba.

## Disidentes y exiliados

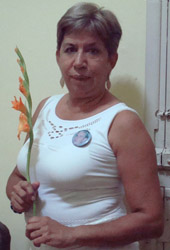
Una dama de blanco, grupo de mujeres que reclamaba la libertad de sus esposos o hijos, condenados en los procesos de la denominada Primavera Negra de Cuba de 2003

Desde la época de las expropiaciones y nacionalizaciones, más de un millón de cubanos han emigrado de Cuba; la gran mayoría de ellos se han establecido en el sur de Florida (Miami, Hialeah) y Nueva Jersey, mientras otros prefirieron España y Venezuela. También existen pequeñas comunidades en muchas otras partes del mundo.
El deterioro de las condiciones de vida de los cubanos provocó una crisis migratoria hacia la Florida en 1994 que pasó a la historia como la Crisis de los Balseros. Según distintas fuentes, estos hechos de emigración masiva han puesto en duda la credibilidad del gobierno cubano y de su aceptación por la mayoría del pueblo. Cuba ha planteado que la Emigración hacia Estados Unidos es estimulada por la Ley de Ajuste Cubano (1966) que permite que cada cubano que pise tierra estadounidense reciba automáticamente, a diferencia del resto de los inmigrantes latinoamericanos, ayuda federal y al cabo de un año sea residente legal. El gobierno cubano denomina a esta «ley asesina», puesto que según el régimen, alienta a muchas personas a intentar el cruce del Estrecho de la Florida sin condiciones mínimas de seguridad, lo cual ha provocado pérdidas de vidas humanas. (cf. Elián González)
Grupos de emigrados cubanos especialmente en la Florida y también otros residentes en Cuba, han formado grupos opositores al gobierno cubano. Algunos de estos grupos son apoyados política y financieramente por el gobierno de Estados Unidos,[cita requerida] lo cual según sus detractores, están más convocados por intereses económicos que políticos. Mientras que, por su parte, el gobierno de Cuba los acusa de ser mercenarios del imperialismo estadounidense y tácitamente de traición a la patria. En la prensa estatal cubana, se han referido a los disidentes establecidos en la ciudad de Miami como «la mafia terrorista de Miami». Cuba ha sido víctima desde 1959 de ataques por parte de grupos violentos radicados en Estados Unidos como los atentados con bombas realizados en 1997 contra varios hoteles en La Habana organizados por el conocido terrorista y exagente de la CIA Luis Posada Carriles.

## El caso de los cinco agentes cubanos
En 1998 el gobierno de Estados Unidos hizo pública la detención de un grupo de agentes cubanos encubiertos que se encontraban infiltrados en organizaciones terroristas del sur de la Florida. Desde entonces, se ha desarrollado un intenso debate alrededor de las acusaciones estadounidenses contra estos hombres que incluyen poner en peligro la "seguridad nacional" de este país y conspiración para cometer asesinato en primer grado. Ese grupo ha sido relacionado con el caso del Derribo de las avionetas que, procedentes de la Florida, violaban el espacio aéreo de la capital cubana el 24 de febrero de 1996. El gobierno cubano niega tales alegaciones.[cita requerida]
Actualmente (2012) cuatro de ellos siguen presos en Estados Unidos bajo condenas que incluyen varias cadenas perpetuas. Solo René González ha sido excarcelado después de 13 años de prisión. El gobierno de la isla inicialmente no confirmó la identidad de los agentes pero una vez que lo hizo ha desatado una intensa campaña internacional para su liberación como puede verse en algunos sitios de la red incluyendo, desde luego, varios sitios cubanos.
La actitud hacia este caso es controvertida. Por un lado están los criterios más hostiles reflejados en diversos materiales o artículos publicados especialmente en Miami así como la pronunciación de algunos políticos a favor de su condena. Y, por otro, expresiones de apoyo por parte de varias organizaciones y personalidades reconocidas que exigen su liberación.